# Azurnaschvogel
Der Azurnaschvogel oder Gelbfuß-Honigsauger (Cyanerpes lucidus) ist eine Vogelart aus der Familie der Tangaren.

## Beschreibung
Der Azurnaschvogel erreicht eine Körperlänge von bis zu 10 cm und wird zwischen 10 und 11 Gramm schwer. Markantestes Merkmal beider Geschlechter ist der schwarze, schmale und leicht gebogene Schnabel. Die Beine sind leuchtend gelb gefärbt und verfügen über schwarze Krallen. Die Geschlechter unterscheidet man am leichtesten an der Gefiederfärbung. Das Gefieder des Männchens ist lila gefärbt, mitunter mit einem bläulichen Einschlag. Die Flügel, der Halsbereich, der Schwanz sowie das Gesichtsfeld zwischen den Augen und dem Schnabelansatz sind schwarz gefärbt. Beim Weibchen ist die Rückenseite grünlich gefärbt. Der Kopfbereich ist ebenfalls grünlich gefärbt, weist jedoch einen bläulichen Schimmer auf. An den Halsseiten kann sich ein leicht hellbrauner Schimmer zeigen. Ventral ist das Gefieder bläulich gefärbt. Jungvögel ähneln im Wesentlichen dem Weibchen, wobei sie aber im Bereich des Kopfes und der Brust einen höheren Blauanteil aufweisen. Die adulte Ausfärbung des Gefieders setzt mit der Geschlechtsreife, in der Regel zu Beginn des zweiten Lebensjahres, ein.

## Verbreitung
Der Azurnaschvogel ist in weiten Teilen des tropischen und subtropischen Zentralamerika verbreitet. Das Hauptverbreitungsgebiet umfasst Belize, das nordwestliche Kolumbien, Costa Rica, Guatemala, Honduras, das südliche Mexiko, Nicaragua sowie Panama.
Der natürliche Lebensraum beschränkt sich im Wesentlichen auf das feuchte Flachland. In lichten Wäldern und Waldränder ist die Art besonders häufig anzutreffen. Er ist auch in der Nähe des Menschen anzutreffen, insbesondere auf Kakao- und Zitrusplantagen, anzutreffen.

## Ernährung
Der Azurnaschvogel ernährt sich hauptsächlich von Nektar, in geringeren Mengen auch von reifen Beeren sowie von kleinen Insekten. Die Küken werden ausschließlich mit Insekten gefüttert. Der Schnabel ist optimal für die Aufnahme von Nektar ausgelegt. Eine Konvergenzerscheinung mit den Kolibris lässt sich nicht leugnen. Anders als die Kolibris nimmt der Azurnaschvogel den Nektar nicht im Flug auf, sondern setzt sich bei der Nahrungsaufnahme auf einen Ast. Die Nahrungssuche erfolgt überwiegend über den Baumkronen.

## Fortpflanzung
Azurnaschvögel erreichen die Geschlechtsreife mit dem Beginn des zweiten Lebensjahres. Die Paarungszeit beginnt im Frühjahr und kann sich bis in den Frühsommer erstrecken. Das Weibchen baut in einem Baum ein napfartiges Nest. Es wird nur spärlich ausgepolstert. Das Gelege besteht aus zwei Eiern, die vom Weibchen 12 bis 13 Tage lang bebrütet werden. Die Nestlingszeit beträgt rund zwei Wochen. In der dritten Lebenswoche fliegen die Jungvögel aus. Azurnaschvögel können bis zu zehn Jahre alt werden.

## Unterarten
Es sind folgende Unterarten bekannt:
- C. l. isthmicus Bangs, 1907 kommt von Costa Rica bis ins nordwestliche Kolumbien vor.
- C. l. lucidus Sclater & Salvin, 1859 ist vom südlichen Mexiko bis ins nordöstliche Nicaragua verbreitet.

## Gefährdung
Der Azurnaschvogel wird in der Roten Liste der IUCN als nicht gefährdet (Least Concern) geführt.